# Bisdom Jujuy

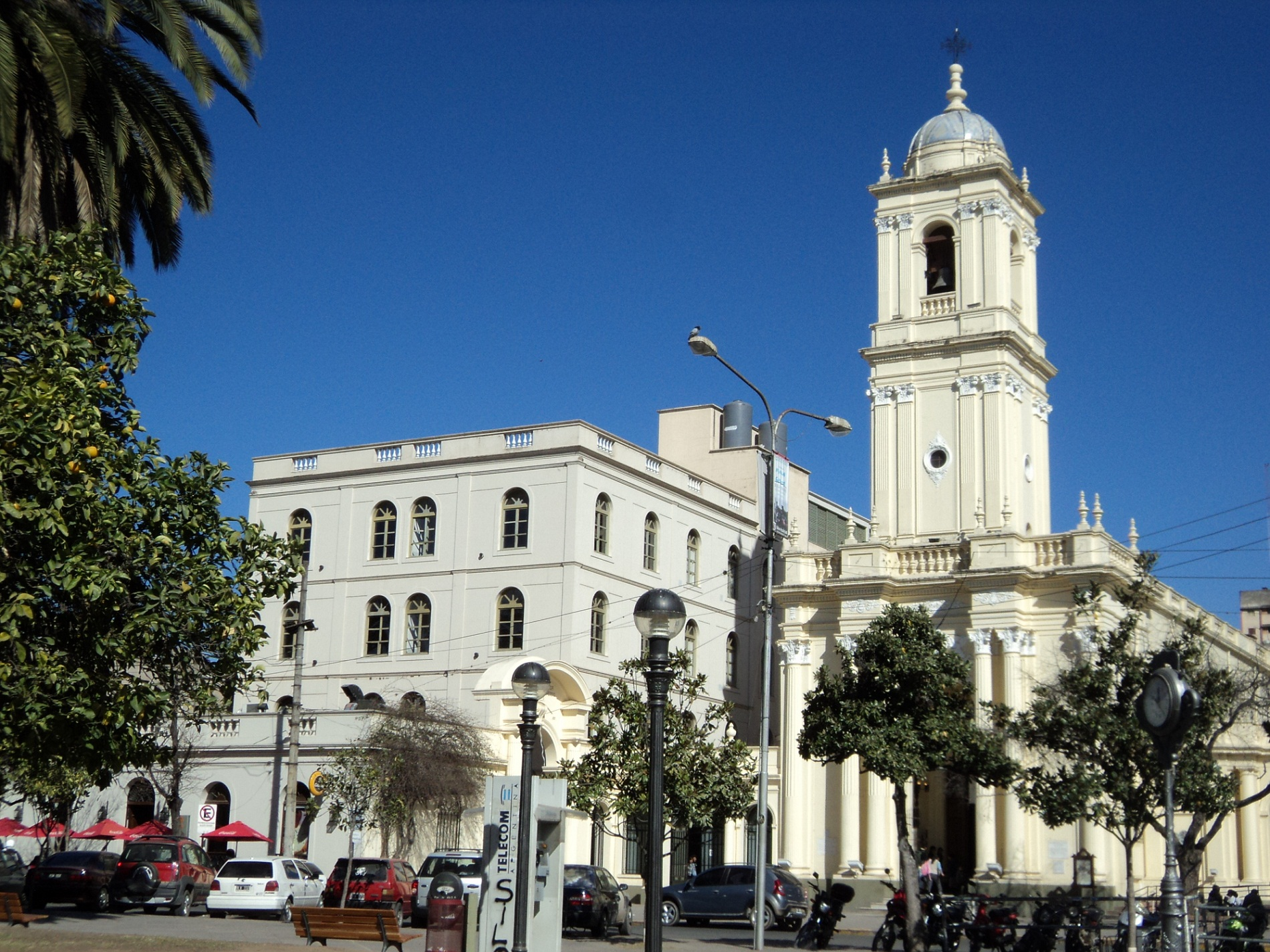
De kathedraal van San Salvador de Jujuy

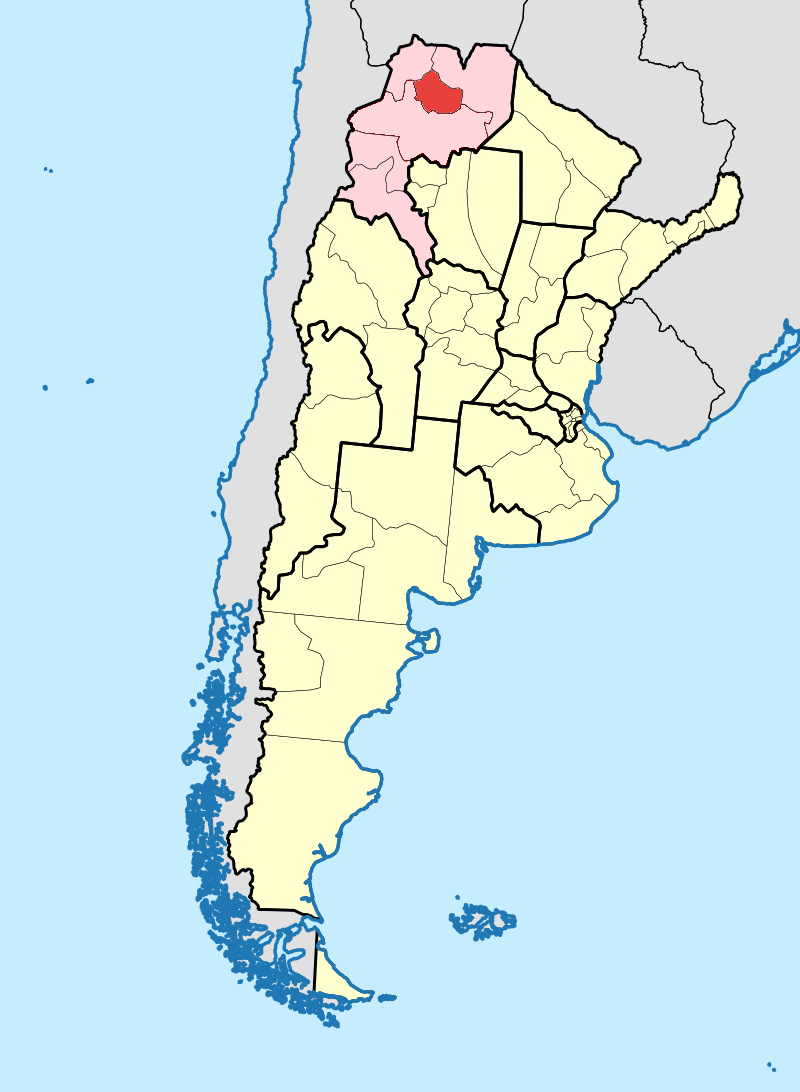
Het bisdom (rood) binnen de kerkprovincie Salta (roze)

Het bisdom Jujuy (Latijn: Dioecesis Iuiuyensis) is een rooms-katholiek bisdom met als zetel San Salvador de Jujuy in Argentinië. Het bisdom is suffragaan aan het aartsbisdom Salta. Het bisdom werd opgericht in 1934.
In 2019 telde het bisdom 40 parochies. Het bisdom heeft een oppervlakte van 20.082 km2 en telde in 2019 673.000 inwoners waarvan 90% rooms-katholiek waren. 

## Bisschoppen
- Enrique José Mühn, S.V.D. (1934-1965)
- José Miguel Medina (1965-1983)
- Raúl Arsenio Casado (1983-1994)
- Marcelino Palentini, S.C.I. (1995-2011)
- César Daniel Fernández (2012-)

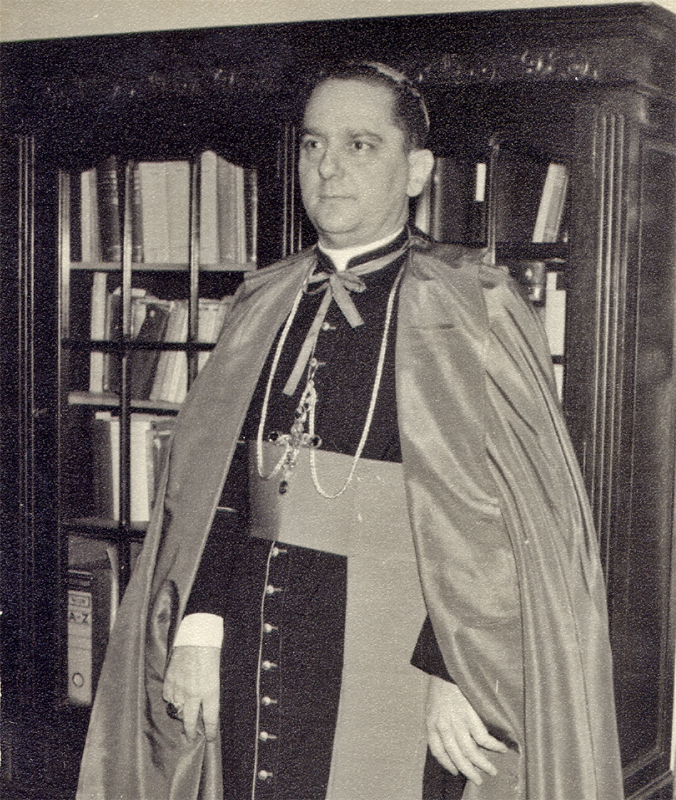
José Miguel Medina
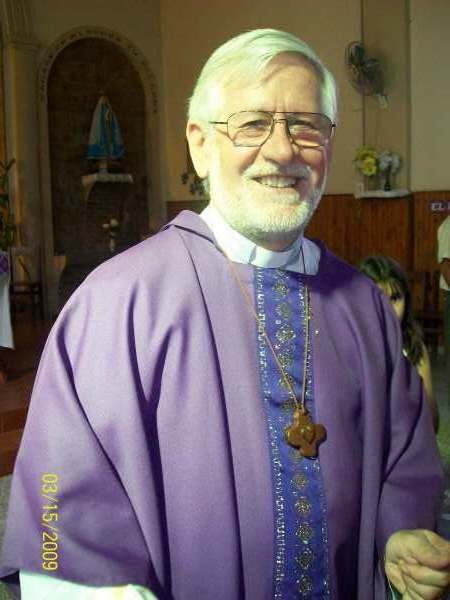
Marcelino Palentini

Salta (aartsbisdom) · Cafayate (territoriale prelatuur) · Catamarca · Humahuaca (territoriale prelatuur) · Jujuy · Orán